# Чемпіонат Загреба з футболу 1919
Чемпіонат Загреба з футболу 1919 — футбольний турнір в Загребі, що був організований хорватською футбольною асоціацією. Це третій розіграш турніру, чемпіоном якого вдруге став клуб «Граджянскі». Першість була проведена в одне коло і лише у осінній частині, так як на початок 1920 року Югославська футбольна федерація запланувала розпочати чемпіонати новоутворених регіональних асоціацій, однією з яких була Футбольна асоціація Загреба.

## Підсумкова турнірна таблиця
|    | Команди    | М | В | Н | П | ГЗ | ГП | О  |
| -- | ---------- | - | - | - | - | -- | -- | -- |
| 1. | Граджянскі | 6 | 5 | 1 | 0 | 21 | 6  | 11 |
| 2. | Конкордія  | 6 | 4 | 1 | 1 | 19 | 6  | 9  |
| 3. | ХАШК       | 6 | 3 | 2 | 1 | 8  | 2  | 8  |
| 4. | Ілірія     | 6 | 3 | 0 | 3 | 9  | 11 | 6  |
| 5. | Вікторія   | 6 | 2 | 1 | 3 | 7  | 13 | 5  |
| 6. | Шпарта     | 6 | 1 | 1 | 4 | 7  | 17 | 3  |
| 7. | Кроация    | 6 | 0 | 0 | 6 | 4  | 20 | 0  |

## Таблиця результатів
| Команди    | ГРАД | КОНК | ХАШК | ІЛІР | ВІКТ | ШПАР | КРОА |
| ---------- | ---- | ---- | ---- | ---- | ---- | ---- | ---- |
| Граджянскі | ххх  | 3:2  | 0:0  | 6:2  | 3:0  | 3:1  | 6:1  |
| Конкордія  | -    | ххх  | 1:1  | 3:0  | 6:2  | 6:0  | 1:0  |
| ХАШК       | -    | -    | ххх  | 0:1  | 1:0  | 2:0  | 4:0  |
| Ілірія     | -    | -    | -    | ххх  | 1:2  | 3:0  | 2:0  |
| Вікторія   | -    | -    | -    | -    | ххх  | 1:1  | 2:1  |
| Шпарта     | -    | -    | -    | -    | -    | ххх  | 5:2  |
| Кроация    | -    | -    | -    | -    | -    | -    | ххх  |

## Склад чемпіона
«Граджянскі»: Драгутин Врджюка, Рікард Кінерт — Фріц Фердербер, Ярослав Шифер — Мар'ян Гольнер, Драгутин Врагович, Драгутин Врбанич, Артур Фельбауер, Драгутин Кремсир — Гуго Кінерт, Карл Хайнлайн, Еміл Першка, Іван Гранець, Душан Пейнович, Драгутин Бабич.

## Другий розряд
У другому дивізіоні Загреба змагались 9 команд в одне коло. За результатами матчів команди зайняли такі місця:
1. «Дербі» 2. «Славія» 3. «Славен» 4. «Сава», 5. «Велебіт» 6. «Типографіяа» 7. «Желєзнічар» 8. «Змай» 9. «Жадран».